# Volkswohnung GmbH
Die Volkswohnung GmbH (VoWo) ist ein deutsches kommunales Wohnungsunternehmen mit Sitz in Karlsruhe. Sie besaß im Jahr 2022 13.461 Wohneinheiten im Stadtgebiet Karlsruhe und ihrem Umland. Damit ist sie die größte Karlsruher und drittgrößte Vermieterin in Baden-Württemberg.
Alleingesellschafterin ist die Stadt Karlsruhe.

## Ziele
Im Auftrag der Stadt Karlsruhe sorgt die Volkswohnung GmbH dafür, dass bedarfsgerechte und bezahlbare Wohnungen für breite Bevölkerungsschichten zur Verfügung stehen bzw. geschaffen werden.
Dabei bekennt sie sich, gemäß ihrem Verhaltenskodex, zu sozialer und ökologischer Verantwortung und hat eine Entsprechenserklärung gemäß dem Deutschen Nachhaltigkeitskodex abgegeben.